# Wiesław Wiśniewski
Wiesław Wiśniewski (Wiesław Zygmunt) (ur. 2 maja 1931, zm. 28 lutego 1994 w Tucson, w stanie Arizona w Stanach Zjednoczonych) – polski astronom. Brat polskiego historyka Jerzego Wiśniewskiego.

## Życiorys
Po studiach na Uniwersytecie Poznańskim (późniejszy Uniwersytet im. Adama Mickiewicza) w Poznaniu (1949–1952, magisterium – grudzień 1952), był pracownikiem Uniwersytetu Jagiellońskiego w Krakowie (1953–1963 i 1967–1972), gdzie współtworzył nowe Obserwatorium Astronomiczne Uniwersytetu Jagiellońskiego na Forcie Skała w Krakowie. Był uczestnikiem polskiej wyprawy badawczej Międzynarodowego Roku Geofizycznego na Spitsbergen, gdzie spędził blisko 2 lata, wykonując pomiary m.in. radioaktywnych zanieczyszczeń atmosfery, promieniowania Słońca i zorzy polarnej (1957–1959). Był wieloletnim pracownikiem naukowym Lunar and Planetary Laboratory Uniwersytetu Arizony w Tucson w Arizonie, Stany Zjednoczone (1963–1967 i od 1972 do śmierci).
Był jednym z pionierów nowych metod i technik badawczych, m.in. odkrył nadwyżkę promieniowania podczerwonego w galaktykach nazywanych później „infrared galaxies”, w 1976 dokonał pierwszego pomiaru rotacji jądra kometarnego (kometa 6P/d’Arrest, 1976) oraz opracował specjalną metodę fotometrii różnicowej małych planetoid. W czerwcu 1993 stwierdził, iż jądro świeżo odkrytej komety Shoemaker-Levy 9 składa się z łańcucha 9 brył, a wykonana przez niego fotografia obiegła prasę całego świata. Był autorem wielu katalogów wielobarwnych (sięgających do podczerwieni) jasności fotoelektrycznych gwiazd. Pionier zastosowań odbiorników CCD do obserwacji fotometrycznych. Był autorem ponad 120 publikacji naukowych z astronomii. Jedną z planetoid odkrytą w 1960 Międzynarodowa Unia Astronomiczna nazwała jego nazwiskiem - (2256) Wiśniewski.